# Brodawnica (owad)
Brodawnica (Bryodema) – rodzaj owadów prostoskrzydłych z rodziny szarańczowatych.
Krępe owady średnich lub dużych rozmiarów o ziarenkowanym oskórku. Głowa ma krótkie, nitkowate czułki oraz bardzo szerokie, punktowane ciemię, obrzeżone niskimi żeberkami bocznymi. Trójkątne dołki ciemieniowe są słabo zaznaczone lub całkiem nieobecne. Przód krótkiego i szerokiego przedplecza jest walcowaty, tył zaś płaski i trójkątnie wyciągnięty. Powierzchnia  przedplecza jest pomarszczona lub pokryta brodawkowymi wyrostkami, o słabo zaznaczonej listewce środkowej, podzielonej 2–3 poprzecznymi bruzdami. Pokrywy (tegminy) są szerokie, u samca sięgające za końce tylnych ud, zaś u samic mniej lub bardziej skrócone, czasem niedochodzące do końca odwłoka. Tylna para skrzydeł jest krótsza od pokryw, przynajmniej na przednim brzegu zaczerniona, a często z ciemnymi opaskami lub całkiem zaciemniona. Żyłki tej pary są naprzemiennie pogrubione.
Rodzaj eurazjatycki, rozsiedlony od Europy po północne Indie, Chiny i Syberię. W Polsce reprezentowany tylko przez brodawnicę brodawkowaną.
Takson ten wprowadzony został w 1853 roku przez F. Fiebera. W 1910 roku W.F. Kirby wyznaczył jego gatunkiem typowym Oedipoda gebleri. W 1982 roku część gatunków, w tym brodawnica brodawkowana, zostały wydzielone przez Yin X. do nowego rodzaju Bryodemella.
Według Orthoptera Spesies File należą tu 22 opisane gatunki:
- Bryodema brunneriana Saussure, 1884
- Bryodema byrrhitibia Zheng & He, 1994
- †Bryodema croatica Poncrácz, 1928
- Bryodema dolichoptera Yin & Feng, 1983
- Bryodema gebleri (Fischer von Waldheim, 1836)
- Bryodema heptapotamicum Bey-Bienko, 1930
- Bryodema hyalinala Zheng & Zhang, 1981
- Bryodema kangmarensis Zheng, Lin & Zhang, 2012
- Bryodema kozlovi Bey-Bienko, 1930
- Bryodema luctuosa (Stoll, 1813)
- Bryodema mazongshanensis Zheng & Ma, 1995
- Bryodema miramae Bey-Bienko, 1930
- Bryodema nigripennis Mistshenko & Gorochov, 1989
- Bryodema nigristria Zheng & Chen, 2001
- Bryodema nigrofrascia Zhang, Wang & Yin, 2006
- Bryodema nigroptera Zheng & Gow, 1981
- Bryodema ningsianus Zheng & Gow, 1981
- Bryodema ochropenna Zheng & Xi, 1985
- Bryodema pseudohyalinala Zheng, Lin & Zhang, 2012
- Bryodema qilianshanensis Lian & Zheng, 1984
- Bryodema wuhaiensis Huo & Zheng, 1993
- Bryodema yemashana Qiao, Zheng & Ou, 1995

Gatunki wydzielone do rodzaju Bryodemella:
- Bryodemella diamesum (Bey-Bienko, 1930)
- Bryodemella elegans Li, 1997
- Bryodemella gansuensis (Zheng, 1985)
- Bryodemella holdereri (Krauss, 1901)
- Bryodemella nigrifemura Yin & Wang, 2005
- Bryodemella nigripennis Zheng, Zhang & Zeng, 2011
- Bryodemella tuberculata (Fabricius, 1775) – brodawnica brodawkowana
- Bryodemella xinjiangensis Yin & Wang, 2005
- Bryodemella xizangensis Yin, 1984
- Bryodemella orientale (Bey-Bienko, 1930)
- Bryodemella semenovi (Ikonnikov, 1911)
- Bryodemella zaisanicum (Bey-Bienko, 1930)